# パーシ・ダイアコニス
パーシ・ウォレン・ダイアコニス（Persi Diaconis、1945年1月31日 - ）はギリシャ系アメリカ人の数学者であり、かつてはプロのマジシャンだった。スタンフォード大学の統計学および数学のマリー・V・サンセリ教授職。
ダイアコニスは、コイン投げやカードのシャッフルなどのような、ランダム性やランダム化の問題への貢献でよく知られている。
ピーター・フランクルが2003年の3月25日に刊行した著書、『僕が日本を選んだ理由 世界青春放浪記2』に登場する「ペルシ」とはダイアコニスのことである。もっとも、フランクルはダイアコニスの経歴を「面白い」と評しながらも、自身が執筆に協力した論文の件で複雑な感情を持っている旨を同書で記している。

## カード・シャッフル
1982年、ダイアコニスはマッカーサー・フェローに選出された。
1992年、ダイアコニスはデイブ・ベイヤーとの共著論文“Trailing the Dovetail Shuffle to Its Lair”（題名は1900年初頭に活躍した奇術師、チャールズ・ジョーダンの著作“Thirty Card Mysteries”からの引用である。Dovetail Shuffleはリフルシャッフルのこと）を発表した。Bayer & Diaconis 1992 において、シャッフルの前後でのカードの混ざり具合をシャッフル操作の前後におけるカードの分布間の全変動距離によって評価し、全変動距離の評価に基づいて、どの程度シャッフルを繰り返せばデッキがランダムな状態になるかということの厳密な結果が示された。
ベイヤーらの結果は、デッキをランダムな状態にするには7回シャッフルすればよい、という単純化された主張としてよく引き合いに出される。より正確には、ベイヤーらは特定のリフルシャッフル置換に対するギルバート・シャノン・リーズ模型（GSR模型）を用いて置換の結果の確率分布を表し、置換回数に対するGSR分布と一様分布との間の全変動距離の振る舞いを評価した。GSR模型において、52枚デッキ（トランプ）をシャッフルした場合、GSR分布・一様分布間の全変動距離は5回目の置換を境に（最大値の 1.0 から）明確に減少し始め、7回目の置換を境に急激に減少して元の全変動距離の半分を下回る（カットオフ現象）。以降、1回の置換ごとに全変動距離は 1/2 ずつ指数関数的に減少していく。
興味深いこととして、確率分布間の距離として情報量（エントロピー）を用いた場合、リフルシャッフルの回数はより少なく済み、またカットオフ現象は（情報量の劣加法性により）消失することが知られている。

## 来歴

### 受賞歴
- 1982 – ロロ・デヴィッドソン賞（英語版）受賞
- 1995 – 米国科学アカデミーに選出
- 1997 – アメリカ数学会ギブズ講師[11]
- 2003 – シカゴ大学から名誉理学博士の学位を受ける[12]
- 2006 – ヴェイングハーデン賞（英語版）受賞.
- 2012 – レヴィ・L・コナント賞（英語版）受賞[13]
- 2012 – アメリカ数学会フェロー[14]
- 2013 – セント・アンドルーズ大学から名誉学位を受ける[15]

## 著作
- Diaconis, P.; Graham, R. (2011), Magical Mathematics: The Mathematical Ideas that Animate Great Magic Tricks, Princeton, N.J: Princeton University Press, ISBN 0-691-15164-4
- Diaconis, P. (1988). Group representations in probability and statistics. Lecture notes-monograph. 11. Institute of Mathematical Statistics. ISBN 0-940600-14-5
- Diaconis, P. (1985). “Theories of data analysis: from magical thinking through classical statistics”. In Hoaglin, D.C.; Mosteller, F.; Tukey, J.W.. Exploring Data Tables Trends and Shapes. Wiley. ISBN 0-471-09776-4
- Diaconis, P. (1978). “Statistical problems in ESP research”. Science 201 (4351):  131-136. doi:10.1126/science.663642. PMID 663642.